# ایلی وردت
ایلی وردت (انگلیسی: Ilie Verdeț؛ ۱۰ مهٔ ۱۹۲۵ – ۲۰ مارس ۲۰۰۱) سیاستمدار اهل رومانی بود. وی از ۲۹ مارس ۱۹۷۹ تا ۲۱ مه ۱۹۸۲ نخست‌وزیر این کشور بود.
ایلی وردت در ۲۰ مارس ۲۰۰۱، در سن ۷۵ سالگی بر اثر سکته قلبی درگذشت.